# Farys
FARYS, tot 2014 bekend als de Tussengemeentelijke Maatschappij der Vlaanderen voor Waterbedeling of TMVW, is een van oorsprong Vlaamse drinkwaterintercommunale. Het bedrijf behoort tot het vijftal Vlaamse waterleidingbedrijven, overkoepeld door AquaFlanders.
Het bedrijf werd, net zoals de PIDPA, begin 20e eeuw opgericht om het Belgisch drinkwaternet uit te bouwen. De TMVW, voorloper van FARYS, werd in 1923 door 9 gemeenten opgericht onder de naam C.I.F. (Compagnie Intercommunale des Flandres) om het tekort aan natuurlijke bronnen van drinkbaar water in de regio op te lossen.
Aan het begin van de 21e eeuw werd het takenpakket van TMVW uitgebreid. Naast de productie en distributie van drinkwater is het bedrijf ook actief op het vlak van afvalwaterzuivering, het beheer van rioleringsnetten en het beheer van zwem- en sportinfrastructuur. Zo investeerde het bedrijf in de Ghelamco Arena.
Het bedrijf is actief in 85 gemeentes in Oost- en West-Vlaanderen, Vlaams-Brabant en Henegouwen.
Sinds september 2014 heeft TMVW zijn operationele activiteiten ondergebracht onder de naam FARYS.
IMWV (Intercommunale Maatschappij voor Watervoorziening in Vlaanderen) werd vereffend op 2 juni 2020.
FARYS is een opdrachthoudende vereniging zoals voorzien in het Decreet Lokaal Bestuur. Waterunie is een dochterbedrijf van FARYS en De Watergroep.